# Kiropraktik
Kiropraktik är en behandlingsmetod baserad på föreställningen att ett flertal sjukdomar orsakas av att ryggradskotor rubbats ur sitt läge.  Den som utför behandlingen kallas för  kiropraktiker eller kiropraktor. Kotknackare är en gammal och nedsättande term som sällan används numera.
Behandlingen utförs främst med händerna (ordet kommer från grekiskans χείρ, cheir, "hand", och πρᾶξις, praxis, "handling") med syfte att återställa normal funktion i ryggraden. Antalet behandlingar som ordineras beror på vilka besvär man har och hur länge man har haft dem. Kiropraktik omfattar främst diagnostik, behandling, rehabilitering och förebyggande av smärtor i ryggen.
Kiropraktik är ett kontroversiellt yrke med ena foten i alternativmedicinen och andra i manuell terapi. Brittiska National Health Service klassar inte kiropraktik som en vedertagen medicinsk behandling. I Spanien räknas kiropraktor inte som ett erkänt vårdyrke. Kiropraktiken ingår i Världshälsoorganisationens organ för medicinsk vetenskap, CIOMS.
Kritik mot metoden har framförts med argument att vetenskapligt stöd och välgjorda studier saknas. Dokumenterad effekt saknas för andra åkommor än muskuloskeletala besvär. Kiropraktikens behandlingsmetoder har viss vetenskaplig grund för smärtor i nedre delen av ryggen. Ett visst vetenskapligt stöd finns även för effekt vid nackrelaterad huvudvärk och yrsel samt vissa smärtbesvär i extremiteter, men full konsensus råder ej om detta.

## Historia
Kiropraktiken utvecklades av D.D. Palmer på 1890-talet, även om ryggradsmanipulation som behandling har betydligt äldre rötter. 18 september 1895 anges ofta som kiropraktikens födelsedatum. Palmer studerade på egen hand medicinska ämnen, men var också påverkad av vitalistiska idéer. Han trodde på en kropps inneboende helande kraft som han kallade "medfödd intelligens", och förkastade att kiropraktorer skulle arbeta med mediciner och kirurgi. Subluxationer, felställningar i ryggraden som påverkade nervsystemet, var ett annat centralt begrepp hos Palmer, som sågs som orsaken till en mängd olika besvär i kroppen. Palmers studenter startade snart nya kiropraktikskolor av varierande kvalitet och storlek. Den första boken om kiropraktik gavs ut av Langworthy, Paxton och Smith 1906. D D Palmers son B. J. Palmer vidareutvecklade metoden under 1900-talets första del.
Schismer och oenighet mellan olika skolbildningar var vanliga under 1900-talet, med NCA (senare ACA) och ICA som två ledande aktörer. Schismerna har ibland beskrivit som en kamp mellan mer renläriga Palmerister, och mer vidsynta "mixers", men utvecklingen var mer komplicerad än så.
Parallellt med de organisatoriska striderna spred sig kiropraktiken över världen, och blev en populär och efter hand mer och mer accepterad behandlingsmetod. Framförallt från 1970-talet och framåt har kiropraktiken blivit mer "mainstream" och är nu en accepterad del av sjukvården i många länder, åtminstone som behandling för ryggbesvär. 1975 hålls den första interdisciplinära konferensen om "Research status of Spinal Manipulative Theraphy". Det blir begynnelsen på den kiropraktiska forskningen, och starten på vetenskapliga bedömningar av behandlingsresultaten, som ett led i en strävan göra kiropraktiken till en evidensbaserad behandlingsform bland andra. Både ACA och ICA har uttalat stöd för att kiropraktik skall vara evidensbaserad.
World Federation of Chiropractic bildades 1988, och har medlemsförbund i 60 länder, och verkar för införandet av evidensbaserade behandlingsmetoder i medlemsländernas förbund.

## Kiropraktisk behandling
Det övergripande syftet med kiropraktisk behandling kan sägas vara att återställa normal funktion i leder, muskler och nervsystemet. Den huvudsakliga behandlingsmetoden är kiropraktisk justering som består av olika handgrepp för att mobilisera en led eller ett område. Justeringarna syftar att återställa ledfunktionen. Kiropraktorer utför behandlingen primärt med händerna och är därmed en behandlingsform vilken kan jämföras med taktila rehabiliteringsmetoder som massage och sjukgymnastik. 

## Kiropraktorutbildning
Kiropraktorutbildningar godkända av kiropraktorernas eget internationella kontrollorgan Council on Chiropractic Education ﬁnns i Danmark, England, Frankrike, USA, Kanada, Nya Zeeland och Australien. Kiropraktorer i Sverige som har legitimation har bildat organisationen LKR som består av ca 300 praktiserande medlemmar.
Idag finns det ingen godkänd akademisk högskoleutbildning till kiropraktor i Sverige. 
Kiropraktorer har sedan 1983 utbildats vid Skandinaviska Kiropraktorhögskolan i Solna som inte är reglerad i högskoleförordningen och saknar examenstillstånd enligt lagen om tillstånd att utfärda vissa examina. 
Kiropraktorbildningen är inte reglerad i högskoleförordningen men är underställd Högskoleverkets tillsyn, och har vid granskning av Högskoleverket befunnits inte uppfylla kraven på högskolemässighet. Utbildningen ger inga akademiska poäng och är inte godkänd av CCE.  
Det finns plats för drygt 200 studenter på grundutbildningen till kiropraktor. Dessa får studiemedel från CSN. Studenterna betalar på egen hand den årliga kursavgiften då skolan inte får något statligt utbildningsstöd. 
Många studenter använder merkostnadslån för att finansiera en del av årliga kursavgifter.  Efter fem års studier och ett års praktiktjänstgöring kan studenten ansöka hos Socialstyrelsen om legitimation för yrkesverksamhet inom hälso- och sjukvården. 
Kiropraktorer som är utbildade i Sverige är anslutna till branschorganisationen Kiropraktiska Föreningen i Sverige, KFS. KFS har cirka 350 praktiserande medlemmar.
Högskoleverket fick 2004 i uppdrag av regeringen att i samverkan med Socialstyrelsen följa upp utbildningarna vid Kiropraktorhögskolan och Naprapathögskolan i Stockholm. Den 10 december 2004 lämnades en redovisning av resultatet. Högskoleverket bedömde att utbildningarna inte uppfyllde kraven på högskolor med statligt huvudmannaskap. 

## Kiropraktik i Sverige
Kiropraktiken introducerades i Sverige 1921 då de bägge svenskarna Simon Lundin och Lennart Thomson återvände hem efter utbildning i USA på National College of Chiropractic. Fram till 1936 hade antalet kiropraktorer vuxit till 15 stycken, varav 7 av dessa grundade Diplomerade Kiropraktorers Förening (DKF). Kiropraktorerna var spridda över landet och fick tack vare att media uppmärksammade dem vetskap om varandra. De första medlemmarna var Gustav Abelius, John Enge, Martin Höije, K.H. Nilsson, Hjalmar Olofsson, Carl Pettersson och Frank Tolleen. Året efter grundandet kontaktade dessa medlemmar Socialdepartementet för en oberoende utredning om kiropraktik för att möjliggöra en legitimation. Utfallet av denna utredning är oklart då den är svår att hitta men i svenska läkartidningen, 2004, skriver Eklöf att denna utredning kom fram till att kiropraktiken ej hade underbyggda undersöknings- samt behandlingspremisser och därför ej kunde godkännas.
Arbetet med att försöka få till stånd en legitimation fortgick sedan genom åren. Medicinalansvarskommitten, MAK, lade 1971 ett förslag om att kiropraktorer ska tjänstgöra inom vården på en försöksbasis. 1982 avsatte regeringen 800.000 kr till denna verksamhet som skulle bedrivas som ett försöksprojekt i Karlstad samt Huddinge kommun. Detta projekt kom dock aldrig igång. Under 1950-talet bytte DKF namn till Svenska Chiropraktorsällskapet. 1989 gjordes det slutliga namnbytet, Legitimerade Kiropraktorers Riksorganisation, i samband med att Socialstyrelsen beviljade legitimation till kiropraktorer som utbildats internationellt. Kiropraktorer utbildade i Sverige ansågs av socialstyrelsen kunna möta legitimeringsreglerna först 1999, och de legitimeras under krav som är identiska med den svenska naprapatutbildningen. Vidare infördes titelskydd för kiropraktorer 2006, vilket innebär att endast kiropraktorer med legitimation har rätten att kalla sig för kiropraktor.
Kiropraktorer är medlemmar i Legitimerade Kiropraktorers Riksorganisation, LKR]. LKR har cirka 200 praktiserande medlemmar. LKR har en nättidning med namn Ryggraden där nyheter rörande kiropraktik kontinuerligt läggs ut.

## Studier om effekter av kiropraktik
I metastudier har det kunnat beläggas att kiropraktisk behandling av ryggsmärtor fungerar bättre än placebo, men inte bättre än vedertagna medicinska behandlingar eller smärtstillande medel. Däremot har det inte kunnat beläggas att kiropraktisk behandling har någon effekt på andra åkommor än muskuloskeletal nedre ryggsmärta hos vuxna, och belägg saknas helt för att kiropraktik skulle ha effekt hos barn. Likaså har kiropraktikens centrala begrepp "subluxationer" ingen som helst vetenskaplig grund. Enligt Edzard Ernst har kiropraktisk behandling effekt endast vid smärtor i nedre delen av ryggraden.

## Studier om effekter av manuella terapier
Åkommor där effekt av manuella terapier har påvisats hos vuxna enligt Bronfort med flera i en studie som dock inte gäller kiropraktik specifikt:
- Smärtor i nedre delen av ryggen (även stöd av Cochrane-rapporten[7] och SBU[9])
- Huvudvärk och yrsel orsakat av nackproblem
- Flera olika åkommor i leder och extremiteter
- Nacksmärtor, behandlade med manipulation vid thorax

Åkommor där effekt av manuella terapier inte har påvisats (inconclusive evidence). Där ej annat anges är källan Bronfort med flera:
- Nacksmärtor, behandlade med enbart nackmanipulation
- Smärtor i mellanryggen
- Ischias
- Spänningshuvudvärk
- Huvudvärk [25]
- Smärtor i svansbenet
- Problem i käkleden
- Fibromyalgi[6][26]
- Premenstruellt syndrom
- Lunginflammation
- Öroninflammation hos barn[27]
- Sängvätning hos barn
- Karpaltunnelsyndrom [27]
- Kroniska bäckensmärtor [27]

Åkommor där avsaknad av effekt av kiropraktik har påvisats enligt Bronfort med flera:
- Astma
- Dysmenorré[27]
- Kolik[27]

Sammantaget finns det alltså en rad muskuloskeletala åkommor där kiropraktik har viss effekt, låt vara att effekten inte har kunnat visas vara bättre än av vedertagna behandlingsmetoder.
Statens beredning för medicinsk utvärderings (SBU) noterade år 2001 i sin rapport "Ont i ryggen ont i nacken"  att det finns stark evidens för att manipulation och mobilisering är effektivt för kronisk ländryggsmärta, däremot inte stark evidens för att manipulation skulle vara effektivare än sjukgymnastik eller läkemedelsbehandling.

### Biverkningar
Enligt Ernst och Singh finns det cirka 700 dokumenterade fall med allvarliga komplikationer till följd av manipulering av ryggraden utförd under kiropraktik. En biverkning som kan uppkomma under behandling av nacken är stroke och nedsättning av synen och andra skador relaterade till ögonen. Schellhas et al. rapporterade om fyra fall stroke i hjärnstammen efter mekanisk manipulation av halsen och som var angiografiskt verifierade samt ger en varning för detta med tanke på användningen kiropraktik. Även Nyberg et al. varnar i Läkartidningen för biverkningsrisken.
Det har dock inte gått att belägga något orsakssamband mellan kiropraktisk behandling och stroke. I en systematisk studie av 818 fall av stroke drog Cassidy et al slutsatsen att den ökade incidensen av stroke sannolikt inte beror på behandlingen som sådan, utan på att patienter oftare sökt vård för nacksmärtor med mera kort före en stroke. I en prospektiv studie av cirka 20 000 patienter som genomgick cirka 50 000 kiropraktiska nackbehandlingar kunde Thiel et al.  inte hitta några svåra biverkningar som stroke, vilket betyder att risken för stroke är mindre än 0,006 % per behandling. Däremot var risken för milda biverkningar som huvudvärk eller yrsel inte alls försumbar, omkring 6 % per behandling. American Heart Association ser dock ett samband även mellan nackbehandling och stroke, och rekommenderar att patienter informeras om detta före behandling.
Vid ett tillfälle skadades ett barn av behandling, varför restriktivitet för behandling av barn rekommenderas. 

## Källhänvisningar
1. ↑  Chiropraktik i Nordisk familjebok (fjärde upplagan, 1951)
2. 1 2  William T Jarvis Why Chiropractic Is Controversial
3. ↑  ”Chiropractic” (på engelska). National Health Service. 29 augusti 2017. https://www.nhs.uk/conditions/chiropractic/. Läst 15 juli 2020.
4. ↑  Frías, Fernando (13 september 2010). ”El Barcelona College of Chiropractic y su título «universitario» de quiropráctico” (på spanska). La Lista de la Vergüenza. http://listadelaverguenza.naukas.com/2010/09/13/el-barcelona-college-of-chiropractic-y-su-titulo-universitario-de-quiropractico/. Läst 9 oktober 2021.  ”lo cierto es que no está reconocida como tal en nuestro país”
5. ↑  Simon Singh och Edzard Ernst Trick or Treatment? Alternative Medicine on Trial, Svensk översättning: Salvekvick och kvacksalveri. Alternativmedicinen under luppen Leopard förlag, 2008, ISBN 978-91-7343-183-5
6. 1 2 3 4 5 6 7 8 9  Bronfort et al (2010) Effectiveness of manual therapies: the UK evidence report. Chiropractic & Osteopathy 18:3  Arkiverad 19 september 2010 hämtat från the Wayback Machine.
7. 1 2 3  Assendelft et al (2008) Spinal manipulative therapy for low-back pain (Review) The Cochrane Library 2008:4
8. 1 2  Chou et al (2007) Annals of Internal Medicine 2007:7 Non-pharmacological therapies for acute and chronic low back pain.
9. 1 2 3  http://www.sbu.se/sv/Publicerat/Gul/Ont-i-ryggen-ont-i-nacken/
10. ↑  Ernst E, Canter P H A systematic review o systematic reviews of spinal manipulation, J R Soc Med 2006: 99, 192–196
11. 1 2  Meeher & Haldeman (2002) Chiropractic: A profession at the crossroads of mainstream and alternative medicine. Annals of Internal Medicine 136(3)216-227
12. ↑  Modernized Chiropractic
13. ↑  Martin SC (6 juli 1993). ”Chiropractic and the social context of medical technology, 1895–1925”. Technol Cult "34" (4):  ss. 808–34. doi:10.2307/3106416. ISSN 0040-165X. PMID 11623404.
14. ↑  American Chiropractic Association http://www.acatoday.org/
15. ↑  International Chiropractors Association http://www.chiropractic.org/
16. ↑  Kaptchuk TJ, Eisenberg DM (6 juli 1998). ”Chiropractic: origins, controversies, and contributions”. Arch Intern Med "158" (20):  ss. 2215–24. doi:10.1001/archinte.158.20.2215. PMID 9818801. http://archinte.ama-assn.org/cgi/content/full/158/20/2215.
17. ↑  Högskoleverkets rapport 2010:17R Arkiverad 20 april 2016 hämtat från the Wayback Machine., sid 32
18. ↑  ”Skandinaviska Kiropraktorhögskolan”. Arkiverad från originalet den 26 februari 2016. https://web.archive.org/web/20160226031040/http://www.kiropraktorhogskolan.se/utbildningen/studiemedel-avgifter/. Läst 28 februari 2016.
19. ↑  ”Högskoleverkets rapport 2010:17R”. Arkiverad från originalet den 20 april 2016. https://web.archive.org/web/20160420061901/http://www.uka.se/download/18.6f4a800151c42a80265b69/1454773175405/1017R-kiropraktor-naprapat.pdf. Läst 7 april 2016.
20. ↑  Wilson, F. (2007). Chiropractic in Europe: an illustrated history. Matador.
21. ↑  Ringborg, Erland. ”En väg till högskolan för kiropaktorer och naprapater”. http://www.regeringen.se/contentassets/1346920b119b40de8dec274853ea2b8f/en-vag-till-hogskolan-for-kiropraktorer-och-naprapater-u09.017. Läst 29 november 2015.
22. ↑  http://www.ryggraden.se Arkiverad 8 juli 2016 hämtat från the Wayback Machine.
23. ↑  Mirtz et al (2009) An epidemiological examination of the subluxation construct using Hill's criteria of causation. Chiropractic & Osteopathy 17:13  Arkiverad 19 september 2010 hämtat från the Wayback Machine.
24. ↑  Ernst E J Pain Symptom Manage 2008 35(5):544-62
25. ↑  Astin & Ernst (2002) The effectiveness of spinal manipulation for the treatment of headache disorders: a systematic review of randomized clinical trials Cephalalgia 2002; 22(8):617-23
26. ↑  Ernst E (2009) Chiropractic treatment for fibromyalgia: a systematic review Clin Rheumatol 2009 28;(10):1175-8
27. 1 2 3 4 5  Ernst E N Z Med J 2003 8;116(1179):U539
28. ↑  Salvekvick och kvacksalveri s.193
29. ↑  Reimer, Mats (14 november 2008). ”Håll kiropraktorn borta från nacken”. http://www.dagensmedicin.se/blogg/mats-reimer/2008/11/14/hall-kiropraktorn-borta-fran-nacken/. Läst 7 februari 2010.
30. ↑  ”30-year-old dies after visit to the chiropractor”. Arkiverad från originalet den 5 november 2014. https://web.archive.org/web/20141105111222/http://kfor.com/2014/11/03/30-year-old-dies-after-visit-to-the-chiropractor/. Läst 5 november 2014.
31. ↑  Ernst E Acta Ophtalmol Scand 2005 83(5):581-5
32. ↑  Vertebrobasal injuries following cervical manipulation JAMA 1980; 244: 1450-3
33. ↑  Nyberg et al, Läkartidningen nr 1–2 2007 volym 104
34. ↑  Cassidy et al. (2008) Risk of Vertebrobasilar Stroke and Chiropractic Care. Results of a Population-Based Case-Control and Case-Crossover Study Eur Spine J. 2008 April; 17(Suppl 1): 176–183.
35. ↑  Thiel et al. (2007) Safety of chiropractic manipulation of the cervical spine: a prospective national survey. Spine (Phila Pa 1976). 2007 Oct 1;32(21):2375-8
36. ↑  [https://web.archive.org/web/20160301101749/http://newsroom.heart.org/news/neck-manipulation-may-be-associated-with-stroke ”Neck manipulation may be associated with stroke
American Heart Association/American Stroke Association Scientific Statement”]. 7. Arkiverad från originalet den 1 mars 2016. https://web.archive.org/web/20160301101749/http://newsroom.heart.org/news/neck-manipulation-may-be-associated-with-stroke. Läst 8 februari 2016.
37. ↑  http://www.ncbi.nlm.nih.gov/pubmed/1735825 Quadriplegia after chiropractic manipulation in an infant with congenital torticollis caused by a spinal cord astrocytoma.